# Élections législatives autrichiennes de 1983
Les élections législatives autrichiennes de 1983 (Nationalratswahl in Österreich 1983, en allemand), se sont tenues le 24 avril 1983 en vue d'élire les 183 députés du Conseil national, pour un mandat de quatre ans.
Le Parti socialiste d'Autriche remporte ces élections devant l'ÖVP.

## Mode de scrutin

Carte des neuf Länder.

L'Autriche est une république semi-présidentielle dotée d'un parlement bicaméral.
Sa chambre basse, le Conseil national (en allemand : Nationalrat), est composée de 165 députés élus pour cinq ans selon un mode de scrutin proportionnel de liste bloquées dans neuf circonscriptions, qui correspondent aux Länder, à raison de 7 à 36 sièges par circonscription selon leur population. Elles sont ensuite subdivisées en un total de 43 circonscriptions régionales.
Le seuil électoral est fixé à 4 % ou un siège d'une circonscription régionale. La répartition se fait à la méthode de Hare au niveau régional puis suivant la méthode d'Hondt au niveau fédéral.
Bien que les listes soit bloquées, interdisant l'ajout de noms n'y figurant pas, les électeurs ont la possibilité d'exprimer une préférence pour un maximum de trois candidats, permettant à ces derniers d'être placés en tête de liste pour peu qu'ils totalisent un minimum de 14 %, 10 % ou 7 % des voix respectivement au niveau régional, des Länder, et fédéral. Le vote, non obligatoire, est possible à partir de l'âge de 19 ans.

## Partis et têtes de liste
| Parti | Parti                                                           | Idéologie                                                      | Tête de liste                      | Résultat en 1979           |
| ----- | --------------------------------------------------------------- | -------------------------------------------------------------- | ---------------------------------- | -------------------------- |
|       | Parti socialiste d'Autriche Sozialistische Partei Österreichs   | Centre gauche Social-démocratie, progressisme                  | Bruno Kreisky (Chancelier fédéral) | 51,0 % des voix 95 députés |
|       | Parti populaire autrichien Österreichische Volkspartei          | Centre droit Démocratie chrétienne, conservatisme, libéralisme | Alois Mock                         | 41,9 % des voix 77 députés |
|       | Parti de la liberté d'Autriche Freiheitliche Partei Österreichs | Centre Libéralisme, europhilie                                 | Norbert Steger                     | 6,1 % des voix 11 députés  |

## Résultats

### Scores
| Parti | Parti                                | Suffrages | Suffrages | Suffrages | Sièges  | Sièges        |
| Parti | Parti                                | Voix      | %         | +/-       | Députés | +/-           |
| ----- | ------------------------------------ | --------- | --------- | --------- | ------- | ------------- |
|       | Parti socialiste d'Autriche (SPÖ)    | 2 312 529 | 47,65     | 3,38      | 90      | 5             |
|       | Parti populaire autrichien (ÖVP)     | 2 097 808 | 43,22     | 1,32      | 81      | 4             |
|       | Parti de la liberté d'Autriche (FPÖ) | 241 789   | 4,98      | 1,08      | 12      | 1             |
|       | Verts Unis d'Autriche (VGÖ)          | 93 798    | 1,93      | Nouveau   | 0       | Nouveau       |
|       | Liste alternative d'Autriche (ALÖ)   | 65 816    | 1,36      | Nouveau   | 0       | Nouveau       |
|       | Parti communiste d'Autriche (KPÖ)    | 31 912    | 0,66      | 0,30      | 0       | en stagnation |
|       | Autres                               | 9 765     | 0,20      | N/A       | 0       | N/A           |

### Analyse
Le Parti socialiste d'Autriche arrive premier avec 47,65 % mais le parti perd la majorité absolue. Le Parti populaire autrichien est deuxième avec 41,29 %.

### Conséquences
Bruno Kreisky, malade, renonce à former un gouvernement et cède sa place à son Ministre fédéral de l'Enseignement et des Arts, Fred Sinowatz qui forme un gouvernement avec le FPÖ (alors plus libéral et moins nationaliste que par la suite). Ensemble, ils représentent 102 députés soit 55,7 % des sièges au Conseil national.